# غيمر نيتورك
غيمر نيتورك ليمتد (بالإنجليزية: Gamer Network Limited، سابقًا يورو غيمر نيتورك ليمتد (بالإنجليزية: Eurogamer Network Limited)‏)‏ هي شركة وسائط بريطانية مقرها في برايتون. تأسست في 1999 من قبل روبرت ونيك لومان، وهي تمتلك علامات تجارية - مواقع تحريرية في الأساس - تتعلق بصحافة ألعاب الفيديو وغيرها من أنشطة ألعاب الفيديو. أطلق موقعها الرائد، يورو غيمر، جنبًا إلى جنب مع الشركة في فبراير 2018.
كما تنظم غيمر نيتورك إي جي إكس.

## التاريخ
تأسست غيمر نيتورك تحت اسم يورو غيمر نيتورك في عام 1999 من قبل الأخوين روبرت ونيك لومان. أُسِسَت الشركة بالتزامن مع افتتاح موقعها الإلكتروني الرائد يورو غيمر والذي أُطلِقَ في 4 سبتمبر 1999. ترك نيك لومان العمل في عام 2004 لمتابعة مهنة الطب و«شواء باربكيو».
في فبراير 2011، استحوذت شبكة يورو غيمر نيتورك على دار النشر الأمريكي هامرسوت، بالتزامن مع موقعي IndustryGamers.com وModojo.com. في 1 مارس 2013، تماشياً مع التوسع الدولي، أعلنت يورو غيمر نيتورك أنها غيرت اسمها إلى غيمر نيتورك. بعد تغيير اسم الشركة، أعيدت تسمية أحداث يورو غيمر باسم أحداث غيمر، بينما اعتمدت هامرسوت أيضًا اسم غيمر نيتورك. في أكتوبر 2011، ترقى سايمون ماكسويل من مدير النشر الجماعي إلى مدير العمليات.
في 26 فبراير 2018، أُعلن أن ريد بوب التي تنظم معارض ألعاب الفيديو مثل بي أيه إكس، قد استحوذت على غيمر نيتورك. بينما ظل روبرت لومان الرئيس التنفيذي لشركة غيمر نيتورك، أصبح ماكسويل المدير الإداري للشركة ونائب الرئيس لعمليات ريد بوب في المملكة المتحدة. ترك لومان الشركة في فبراير 2020.
نفذت ريد بوب عددًا من عمليات التسريح عبر العديد من مواقع غيمر نيتورك في سبتمبر 2020. في نوفمبر من نفس العام، أفاد فريق يو إس غيمر المتبقين، الذين خُفِضَ عددهم من تسعة إلى أربعة بعد عمليات التسريح السابقة، بأن ريد بوب كانت تغلق الموقع بنهاية العام.

## العلامات التجارية المملوكة

### المواقع التحريرية
- دايس بريكر (بالإنجليزية: Dicebreaker)‏ هو موقع ويب وقناة يوتيوب تركز على الألعاب اللوحية وأطلقت بواسطة غيمر نيتورك في أغسطس 2019.[12] رئيس تحريرها هو مات جارفيس.[13]
- يورو غيمر (بالإنجليزية: Eurogamer)‏ هو الموقع الرئيسي لغيمر نيتورك لأخبار ألعاب الفيديو؛ أطلق في عام 1999 جنبًا إلى جنب مع الشركة.[3] رُخِصَت علامة يورو غيمر التجارية لثمانية منافذ فرعية إقليمية، تقدم تقارير بلغة منطقتهم.[بحاجة لمصدر] رئيس تحريرها هو أولي ويلش.[14]
- غيمز إندوستري.بز (بالإنجليزية: GamesIndustry.biz)‏ هو موقع على شبكة الإنترنت يركز على الجوانب التجارية لصناعة ألعاب الفيديو؛ أطلق الموقع في إطار يورو غيمر نيتورك في عام 2002.[15] رئيس تحريرها هو جيمس باتشلور.[16]
- ميتا بومب (بالإنجليزية: Metabomb)‏ هو موقع إخباري لألعاب الفيديو يركز على الرياضات الإلكترونية؛ أطلق الموقع في إطار غيمر نيتورك في عام 2013.[17]
- أوتسايد إكس بوكس (بالإنجليزية: Outside Xbox)‏ هي قناة يوتيوب تركز على أخبار ألعاب إكس بوكس؛ أطلقت في عام 2012 تحت إطار يورو غيمر نيتورك بواسطة آندي فارانت ومايك شانيل وجين دوغلاس، وهم ثلاثة محررين لمنافذ أخرى تركز على إكس بوكس.[18]
- أوتسايد إكسترا (بالإنجليزية: Outside Xtra)‏ هي قناة يوتيوب تركز على أخبار ألعاب الفيديو متعددة المنصات (غير إكس بوكس) مثل بلاي ستيشن ونينتندو والواقع الافتراضي والحاسوب الشخصي؛ أطلقت في عام 2016 بواسطة أوتسايد إكس بوكس وإلين روز ولوك ويستواي.[19]
- حجر، ورقة، بندقية (بالإنجليزية: Rock Paper Shotgun)‏ هو موقع على شبكة الإنترنت يركز على أخبار ألعاب الكمبيوتر الشخصية التي أطلقها كيرون جيلن وأليك مير وجون ووكر وجيم روسينول في عام 2007؛ دخلت في شراكة مع يورو غيمر نيتورك في عام 2010 واستحوذت عليها في عام 2017.[20][21] رئيس تحريرها كاثرين كاستل.[22]
- في جي247 (بالإنجليزية: VG247)‏ هو موقع إخباري لألعاب الفيديو أُسِسَ في عام 2008 في شراكة بين يورو غيمر نيتورك وباتريك غارات.[23] رئيس تحريرها هو توم أوري.[24]

### أخرى
- غيمر كريتف (بالإنجليزية: Gamer Creative)‏ هي وكالة إبداعية داخلية تابعة لشركة غيمر نيتورك؛ أسسها وترأسها جوش هيتون.[25]
- غيمرز إديشين (بالإنجليزية: Gamer's Edition)‏ هو مشروع ينتج سلع وإصدارات خاصة لألعاب الفيديو؛ أُطلِقَ في عام 2013، وكانت أولى مشاريعه عبارة عن إصدارات خاصة لبيبرز، بليز ومجموعة من هوت لاين ميامي وهوت لاين ميامي 2: رونغ نمبر.[26][27]
- جيلي ديلز (بالإنجليزية: Jelly Deals)‏ هو موقع على شبكة الإنترنت يسلط الضوء على مبيعات ألعاب الفيديو؛ أُطلِقَ في عام 2016.[28]

### سابقة
- يو إس غيمر (بالإنجليزية: USgamer)‏ هو موقع شقيق ليورو غيمر يديره موظفون أمريكيون؛ أُطلِقَ في عام 2013[29] وأغلِقَ في عام 2020.[30]

## المواقع الشريكة

### المواقع التحريرية
- نينتندو لايف (بالإنجليزية: Nintendo Life)‏ هو موقع على شبكة الإنترنت يركز على أخبار ومراجعات منتجات نينتندو، بما في ذلك ألعاب وبرامج الفيديو، التي تملكها وتشغلها إن لايف ميديا.[31] يحتوي على أقسام تغطي نينتندو سويتش ووي يو ووي ونينتندو 3دي أس ونينتندو دي أس آي ودي أس آي واير ووي واير والألعاب الكلاسيكية التي أعيد إصدارها على خدمة فرتشول كونسول من نينتندو. تأسس الموقع في أواخر عام 2005،[32][33] حصلت على مواقع وي واير ورلد ومراجعات فرتشول كونسول في أبريل 2009،[33] ودخلت في شراكة مع غيمر نيتورك (يورو غيمر نيتورك آنذاك) في عام 2011.[34][35][36] في عام 2015، وسع الموقع قناته على يوتيوب لتلقي المحتوى المنتظم.[37]
- بوش سكوير (بالإنجليزية: Push Square)‏ هو موقع على شبكة الإنترنت يركز على أخبار ألعاب بلاي ستيشن؛ أُطلِقَ الموقع في عام 2012 بواسطة نينتندو لايف وسامي باركر.[38]
- بيور إكس بوكس (بالإنجليزية: Pure Xbox)‏ هو موقع إلكتروني يركز على أخبار ألعاب إكس بوكس؛ أعيد إطلاقه في مارس 2020 بواسطة إن لايف ميديا.[39][40][41]
- رود تو في آر (بالإنجليزية: Road to VR)‏ هو موقع إخباري لألعاب الفيديو يركز على الواقع الافتراضي؛ أطلقه بن لانغ في عام 2011 وشارك مع غيمر نيتورك في عام 2017.[42][43]
- فيديو غيمز كرونيكل (بالإنجليزية: Video Games Chronicle)‏ هو خليفة روحي لمجلة كمبيوتر آند فيديو غيمز. أُطلِقَ الموقع بالشراكة مع غيمر نيتورك في عام 2019 من قبل فريق بقيادة آندي روبنسون.[44]

### أخرى
- مود دي بي (بالإنجليزية: Mod DB)‏ هو موقع قاعدة بيانات لمودات ألعاب الفيديو؛ أُطلِقَ الموقع في عام 2002 ودخل في شراكة مع غيمر نيتورك في عام 2015.[45][46]
- إندي دي بي (بالإنجليزية: Indie DB)‏ هو موقع شقيق لمود دي بي يغطي ألعاب الإندي؛ أُطلِقَ الموقع بواسطة مود دي بي في عام 2010 بودخل في شراكة مع غيمر نيتورك في عام 2015 مع مود دي بي.[45][47]

## وصلات خارجية
- الموقع الرسمي
 (بالإنجليزية)